# Берков, Павел Наумович
Па́вел Нау́мович Берков (2 (14) декабря 1896, Аккерман, Бессарабская губерния — 9 августа 1969, Ленинград) — советский литературовед, библиограф
, книговед, источниковед, историк литературы. Видный специалист в области русской литературы XVIII века. Доктор филологических наук (1936), член-корреспондент Академии наук СССР (1960), иностранный член Академии наук ГДР (1967).

## Биография

### Ранние годы
Родился в семье дантиста Наума Григорьевича (Хаима Гершевича) Беркова (?—1914) на юге Бессарабии в уездном городке Аккерман, расположенном на днестровском лимане (теперь Белгород-Днестровский Одесской области Украины). В 1911—1914 годах отец был членом Бессарабского губернского попечительского о тюрьмах комитета.
Получил традиционное еврейское образование, учился в гимназии (1909—1914). В 1914 году, после смерти отца, был отправлен к младшему брату отца — земскому врачу Фёдору Григорьевичу (Фроиму Гершевичу) Беркову в Череповец, где его застала Первая мировая война. Сразу же по возвращении в Аккерман был исключён из VII класса за «антипатриотические настроения». В юности увлёкся археологией и краеведением.
Жил с семьёй в местечке Татарбунары Аккерманского уезда, где в 1917 году сдал экстерном экзамен на аттестат зрелости и в том же году поступил на классическое отделение историко-филологического факультета Новороссийского университета в Одессе. Занимался переводами с иврита на русский язык; стихотворение Саула Черниховского «Когда ночной порой…» в переводе с иврита студента П. Н. Беркова вошло в известную «Антологию молодой еврейской поэзии» под редакцией В. Ф. Ходасевича и Л. Б. Яффе, которая вышла с предисловием М. О. Гершензона в московском издательстве «Сафрут» в 1918 году; в 1919 году в одесском издательстве «Кинерет» вышел «Сборник еврейской национальной лирики. От Луцатто до Бялика» в переводах П. Н. Беркова.
После аннексии Бессарабии Румынией в 1918 году вынужден был прервать обучение и вернулся в Татарбунары, где в 1918—1920 годах работал учителем в гимназии Общества ревнителей просвещения. В 1921 году поступил на отделения сравнительной семитологии (изучал египтологию) и славянской филологии факультета философии Венского университета, где в 1923 году защитил диссертацию по теме «Отражение русской действительности конца XIX века в произведениях Чехова» и получил степень доктора философии.

### В СССР
В том же году получил советское гражданство и переехал в СССР, поселился в Петрограде, служил по ведомству отдела народного образования. В 1923—1929 годах был заведующим ленинградской трудовой школой № 48 (бывшая 5-я гимназия), преподавал русский язык и литературу. С 1925 года начал печататься в советской прессе. В 1925—1926 годах — ассистент Ленинградского педагогического института им. А. И. Герцена, сотрудник второго разряда, аспирант (1925—1929), а с 1929 года — старший научный сотрудник, заведующий учебной частью Института сравнительной истории литературы и языков Запада и Востока (ИЛЯЗВ, позднее — Институт речевой культуры) при Ленинградском государственном университете. В 1929 году защитил кандидатскую диссертацию «Ранний период русской литературной историографии» (1929). Занимал должности старшего научного сотрудника и заведующего учебной частью института. В 1929—1933 годах — преподаватель истории книги на Высших курсах библиотековедения при Государственной публичной библиотеке и в Книжном техникуме.
Одновременно возглавлял сектор книги Института книги, документа и письма Академии наук СССР (1931—1937). С 1933 года до конца жизни П. Н. Берков был научным сотрудником Института русской литературы (Пушкинского Дома) — учёный секретарь организованной им же группы по изучению литературы XVIII века в 1934—1941 годах — и преподавателем (доцентом) Ленинградского института философии, литературы и истории, где читал курсы по введению в литературоведение, теории литературы, русской литературе XVIII века, истории журналистики. В 1935—1936 годах — старший научный сотрудник сектора вспомогательных дисциплин Историко-археографического института (с 1936 года — Ленинградское отделение Института истории АН СССР).
В 1936 году защитил докторскую диссертацию «Ломоносов и литературная полемика его времени, 1750—1765», в 1938 году получил звание профессора (1938—1941, 1944—1969) филологического факультета Ленинградского государственного университета, заведующий кафедрой русской литературы в 1937—1941 годах. Старший научный сотрудник ленинградского Института языка и мышления АН СССР (1938—1941, с перерывом в период заключения).
17 июня 1938 года Берков был арестован, во время следствия содержался в «Крестах» и во внутренней тюрьме УГБ при УНКВД Ленинградской области, несколько месяцев провёл в камере-одиночке; освобождён 15 августа 1939 года. В 1941—1944 годах находился в эвакуации в Киргизии, был заведующим кафедрой русской и всеобщей литературы, профессором Киргизского государственного педагогического института (Пржевальск Иссык-Кульской области — Фрунзе). Старший научный сотрудник Киргизского филиала Академии наук СССР (1944).

### Послевоенный период
В 1944—1969 годах продолжал работу в Ленинградском государственном университете: читал курсы по истории русской литературы XVIII века, по истории литературы народов СССР, специальные курсы по технике литературоведческого анализа, текстологии, источниковедению и другие. Слушатель Университета марксизма-ленинизма при ЛГК ВКП(б) в 1949—1951 годах. Член Союза писателей СССР по секции критиков с 1952 года.
По совместительству продолжал работу в ИРЛИ (старший научный сотрудник, ученый секретарь). С 1955 года возобновил деятельность Группы по изучению русской литературы XVIII века, возглавил её и работал на общественных началах. Член учёных советов ИРЛИ, Государственной Публичной библиотеки, БАН, ЛГУ. Председатель секции литературоведения и языкознания (1954), председатель научно-методического совета по литературе и языку (1960) Всесоюзного общества «Знание» (Ленинградское отделение). Член (1956), затем член Бюро и заместитель председателя (1959) Комиссии по истории филологических наук при Отделении литературы и языка АН СССР. Член Текстологической (1956), Терминологической (1959) и Пушкинской (1961) комиссий при Отделении литературы и языка АН СССР. Председатель Комиссии славянской библиографии литературы и компаративистики при Международном комитете славистов (1958—1963). Член совета по изданиям классической литературы при Отделении литературы и языка АН СССР (1964). Член Ленинградского отделения Археографической комиссии Отделения истории АН СССР (1965). Доктор Honoris causa Берлинского университета имени Гумбольдта (1967).

## Научная деятельность
П. Н. Беркову принадлежит около 700 научных публикаций. Он принимал постоянное участие в журналах и серийных изданиях «Труды Института книги, документа, письма», «Русская литература», «Труды Отдела древнерусской литературы», «Пушкин. Исследования и материалы», «Известия Отделения языка и литературы АН», «Филологические науки», «Учёные записки ЛГУ», «Вестник Ленинградского университета», а также в зарубежных изданиях «Zeitschrift für Slavistik», «Revue des Etudes slaves» и многих других.
Основные труды посвящены истории русской литературы XVIII века, а также творчеству русских писателей XIX столетия и современников, книговедению и библиографии, теоретическим аспектам текстологической работы. П. Н. Берков — автор фундаментальных трудов «История русской журналистики XVIII века» (1952) и «История русской комедии XVIII века» (1977).
Отдельными изданиями также вышли «Козьма Прутков — директор Пробирной палатки и поэт: К истории русской пародии» (1933), «Библиографическое описание изданий Вольной русской типографии в Лондоне» (1935), «Библиография произведений А. С. Пушкина и литературы о нём за 1886—1899 годы» (1949), «Введение в технику литературоведческого исследования: Источниковедение. Библиография. Разыскание» (1955), «Библиографическая эвристика: к теории и методике библиографических разысканий» (1960), «Введение в изучение истории русской литературы XVIII века» (1964), монографии о М. В. Ломоносове («Ломоносов и литературная полемика его времени», 1936), А. П. Сумарокове (1949), В. И. Лукине (1950), В. В. Капнисте (1950), А. И. Куприне (1956), литературоведческие работы, посвящённые М. М. Хераскову, Д. И. Фонвизину, А. Н. Радищеву, Н. М. Карамзину и многим другим, в том числе малоизвестным русским литераторам. Занимался также польской литературой («Русско-польские литературные связи в XVIII веке», 1958; «Международное сотрудничество славистов и вопросы организации славяноведческой библиографии», 1958) и киргизским народным эпосом «Манас». Подготовил научное издание множества текстов, преимущественно писателей XVIII века, и выступал в качестве редактора ряда библиографических справочников и указателей. Научный метод П. Н. Беркова связан, с одной стороны, с академическим литературоведением XIX века (культурно-историческая школа с элементами компаративного анализа), с другой — близок к принципам позднего этапа социологической школы (идеологический подход)
П. Н. Берков существенно расширил источниковедческую базу для изучения русской литературы XVIII века. Он был инициатором и руководителем библиографических трудов: «Описание изданий гражданской печати. 1707 — январь 1725» (1955; составители Т. А. Быкова и М. М. Гуревич), «Описание изданий, напечатанных кириллицей. 1689 — январь 1725 г.» (1958; составители Т. А. Быкова и М. М. Гуревич) и фундаментального справочника «История русской литературы XVIII века. Библиографический указатель» (1968; составители В. П. Степанов и Ю. В. Стенник. Под редакцией, с дополнениями и предисловием П. Н. Беркова). В 1964 году была опубликована книга Беркова «Очерк литературной историографии XVIII века», представляющей первую часть запланированного труда «Введение в изучение русской литературы XVIII века».
В последние годы жизни П. Н. Берков активно интересовался движением книголюбов, опубликовал посвящённую этой теме серию из трёх книг «О людях и книгах: Записки книголюба» (1965), «Русские книголюбы: Очерки» (1967) и «История советского библиофильства (1917—1967)» (1971). Посмертно были опубликованы сборники статей и переиздания трудов Беркова («Избранное: Труды по книговедению и библиографоведению», 1978; «Проблемы исторического развития литератур: Статьи», 1981; «История советского библиофильства. 1917—1967», расширенное издание под редакцией Д. С. Лихачёва, 1983; «Статьи по библиографической эвристике», 1996), а также прежде не издававшаяся «История русской комедии XVIII века» (1977).
После смерти учёного его книжное собрание (30 000 единиц) поступило в Библиотеку Академии наук БССР (ныне — Центральная научная библиотека имени Якуба Коласа Национальной академии наук Беларуси), где хранится как отдельная коллекция в Отделе редкой книги.

## Награды
- Медаль «За доблестный труд в Великой Отечественной войне 1941—1945 гг.» (1945)
- Медаль «В память 250-летия Ленинграда» (1957)
- Серебряная медаль имени Иосифа Добровского «За развитие общественных наук» (1968)

## Семья
Сын — Валерий Павлович Берков (1929—2010), российский филолог-германист, крупный специалист в области (древне)исландского и норвежского языков, заведующий кафедрой скандинавской филологии СПбГУ (1978—1997), автор первого «Исландско-русского словаря», иностранный член Норвежской и Фризской (Нидерланды) академий наук.